# Феномен на Ашман
Феноменът на Ашман (на латински: Ashman phaenomenon) е наблюдаван в електрокардиограма дефект на интравентрикуларна проводимост във формата на комплекс QRS, предшествано от дълъг интервал RR и завършвано от кратък интервал RR.
Явлението в повечето случаи са асимптоматични и като такава не са важни. Клинично значими са допълнителни аритмии, с която често се бърка.